# 凯瑟琳·罗伊特
凯瑟琳·罗伊特（英文：Katherine Reutter，1988年7月30日—），生于美国伊利诺伊州，昵称第一代“冰上推土机”，又被中国冰迷称作“鲁推推”，美国著名女子短道速滑运动员。2011年世界短道速滑锦标赛全能亚军。

## 职业生涯
2011年世界短道速滑锦标赛中，罗伊特获得1500米金牌、3000米银牌和1000米铜牌，并获得全能亚军。一周之后，她又率领美国女子短道速滑队在华沙获得2011年世界短道速滑团体锦标赛团体铜牌。

## 资料来源
- 国际滑联官网2011世界短道速滑锦标赛新闻报道(英文)
- 国际滑联官网2011世界短道速滑团体锦标赛新闻报道(英文)
- Katherine Reutter-国际滑冰联盟（ISU）
- Katherine Reutter-Olympedia